# C26H16
化学式C26H16（摩尔质量：328.41 g/mol）可能指：
- 并六苯，CAS号：258-31-1
- 六螺苯（法语：Hexahélicène），CAS号：187-83-7
- [6]菲烯，CAS号：217-37-8